# Partido de la Libertad de Austria
El Partido de la Libertad de Austria (en alemán: Freiheitliche Partei Österreichs, FPÖ) es un partido político austríaco de ideología ultraconservadora y nacionalista, considerado de derecha o de extrema derecha. Actualmente es la primera fuerza política de Austria.
En las elecciones de 2017, el ÖVP obtuvo el 31,5% de los votos, superando por escaso margen al SPÖ y el FPÖ. Los socialdemócratas rechazaron la posibilidad de continuar la coalición con el Partido Popular, por lo que este acordó gobernar en conjunto con el Partido de la Libertad. Heinz-Christian Strache asumió como Vicecanciller. No obstante, en mayo de 2019 renunció al gobierno y dejó la dirección del partido debido a un escándalo de corrupción conocido como Caso Ibiza. El canciller Sebastian Kurz comunicó su intención de convocar elecciones anticipadas. Poco después, todos los ministros del FPÖ abandonaron el gabinete en bloque luego de que Kurz intentara destituir al Ministro del Interior Herbert Kickl. Todo esto ocurrió después de que se hiciera público un video donde el vicecanciller Strache se mostraba dispuesto a otorgar contratos públicos a Rusia a cambio de una cobertura favorable en los medios para su partido. Norbert Hofer reemplazó a Strache como nuevo líder del partido, y encabezó al mismo para las elecciones generales anticipadas de 2019 en las que sufrió un duro revés bajando al 16% de la votación. En 2021 Hofer renunció al liderazgo del partido y fue reemplazado por Herbert Kickl.
En las pasadas elecciones de 2013 obtuvo el 20,5% de los votos, con un alza (del 3% de 2008). En las anteriores elecciones federales el partido consiguió un 11% de los votos, enviando 21 representantes al Consejo Nacional de Austria, de un total de 183. En 2008 Strache le devolvió al FPÖ la fuerza para recuperarse hasta el 18%, mientras el nuevo partido de Jörg Haider subía del 4,7 al 10% este mismo año. Con la muerte de Jörg Haider (Gobernador de Carintia) ese partido se quedó sin un liderazgo fuerte y solo con un bastión: Carintia. Mientras el FPÖ subía en todas las encuestas a nivel federal, la BZÖ se hundía y solo Carintia sobresalía. Debido a esto los dirigentes de la BZÖ en Carintia deciden separarse y forman "Die Freiheitlichen in Kärnten" (FPK), algo como el "Partido de la Libertad de Carintia" y firman un pacto con el FPÖ. Sin más adversarios en el espectro derechista austriaco, el FPÖ ha arrasado donde se ha presentado. En Vorarlberg (oeste) llegaron casi al 27%, en Estiria, donde no tenían diputados regionales, lograron volver y subir del 3% al 8%, y en Viena con Heinz-Christian Strache en las pasadas municipales de octubre de 2010 llegaron al 27% de los votos, aumentando en más del 10%. Hoy las encuestas otorgan al FPÖ una intención de voto que ronda el 33% a nivel federal, algo que ha alarmado a los gobernantes de los partidos Socialdemócrata (SPD) y Democristianos (ÖVP).

## Historia

### Inicios
La Federación de Independientes (Verband der Unabhängigen, VdU) era un conglomerado de grupos con intereses muy diversos: por un lado, antiguos nazis que no tenían en las primeras elecciones generales tras la guerra derecho a voto; por otro, antiguos nacionalistas partidarios de una gran Alemania (Partido Popular de la Gran Alemania, Großdeutsche Volkspartei); finalmente representantes de una generación más joven. Todos ellos unidos por la voluntad de crear un nuevo espacio político que pudiera existir junto a los dos grandes partidos de los socialdemócratas y los democristianos. La Asociación no estuvo precisamente exenta de disputas internas y divisiones, que finalmente darían al traste con el experimento.
Después de diversas derrotas y las turbulencias mencionadas, la Federación de Independientes se disolvió en 1956 y se fundó el Partido de la Libertad de Austria. Su primer presidente fue Anton Reinthaller, un antiguo miembro de las SS que había estado encarcelado entre 1950 y 1953 por actividades nacionalsocialistas. Ya con anterioridad al Anschluss había entrado en el Partido Nacionalsocialista Alemán de los Trabajadores, hasta llegar a ser en 1938 ministro de Agricultura en el gabinete formado al calor de la anexión, para posteriormente ser diputado hasta 1945 en el Reichstag. En su primer discurso en el cargo de presidente del partido dejó clara la idea central en aquel momento: «La idea nacional no significa en puridad más que el reconocimiento de nuestra pertenencia al pueblo alemán».
Durante años, el Partido de la Libertad de Austria no lograba pasar del 6% en las elecciones generales, cantidad menor incluso que la conseguida por la antigua Federación de Independientes. Ello no era óbice para que tanto los socialdemócratas como los democristianos coquetearan de vez en cuando con ellos como posibles socios de una coalición. En 1970, bajo la dirección de Friedrich Peter, otro antiguo miembro de las SS, el partido apoyaría al gobierno minoritario de los socialdemócratas.[cita requerida] Un año más tarde, la consecución de la mayoría absoluta por parte de los socialdemócratas suponía que, en pago a la ayuda prestada, se modificaba la ley electoral para que fuera más benevolente con los partidos pequeños, favoreciendo por tanto claramente al Partido de la Libertad de Austria. 
En un congreso celebrado en 1980 se impone en el partido una corriente más liberal, lo que no impide que en las elecciones generales de 1983 obtengan su peor resultado con un 5 %. No obstante, la necesidad del Partido Socialdemócrata de votos en el parlamento hace que el Partido de la Libertad de Austria entre en el gobierno federal, consiguiendo el cargo de vicecanciller, ocupado por su dirigente Norbert Steger.

### El partido bajo Jörg Haider
En 1986, Jörg Haider se hace con la dirección del partido después de un congreso en Innsbruck. El gobierno socialdemócrata de Franz Vranitzky rompe inmediatamente la coalición que mantenía con el Partido de la Libertad de Austria. Bajo Haider se produce, sin embargo, un cambio importante en el público hacia el que se dirige el discurso del partido. Si hasta ese momento los medios académicos habían sido el ámbito tradicional del partido, a partir de la década de los 90 son los trabajadores y obreros de Viena (en los barrios de Simmering y Favoriten) los que comienzan a abandonar su apoyo al partido socialdemócrata y lo brindan a Haider. Al mismo tiempo, los medios utilizados por Haider reciben fuertes y agrias críticas tanto de dentro como de fuera de Viena: su predilección por el referéndum popular (Volksgebehren) o sus afirmaciones sobre el régimen nazi le convierten a los ojos de muchos en un demagogo derechista. 
Uno de estos referenda, Primero Austria (Österreich zuerst), lleva a la primera escisión dentro del partido. Cinco diputados dirigidos por Heide Schmidt se separan del partido después de una confrontación con Jörg Haider y fundan el Foro Liberal (Liberales Forum), que desde sus inicios en 1993 hasta 1999 conseguirá representación parlamentaria. Con esta escisión se produce asimismo el abandono por una parte del Partido de la Libertad de Austria de la Internacional Liberal.

### El ascenso a partido de gobierno
La escisión no tuvo, sin embargo, consecuencias electorales, pues el crecimiento en votos continúa hasta el punto de que en las elecciones generales de 1999 el partido consiguió el 26,9% de las papeletas y se convirtió en el segundo partido más votado.[cita requerida] Después de arduas y largas negociaciones, el Partido Popular llegó a un acuerdo de gobierno con el Partido de la Libertad. El canciller sería el líder democristiano Wolfgang Schüssel, mientras que Susanne Riess-Passer del partido de Haider se convertía en vicecanciller. La participación del Partido de la Libertad no estaría, sin embargo, exenta de fuertes críticas, tanto interiores, con un nivel de movilización social poco visto en Austria, como externas, con las llamadas sanciones que los restantes 14 países de la Unión Europea impusieron a Austria. En 2018 por primera vez desde el año 2000, el partido Liberal Austriaco (FPÖ) en cuya génesis participaron antiguos nazis, regresó al Ejecutivo, basando su campaña electoral en la doctrina de “los austriacos primeros” y en el rechazo a la inmigración, en la actualidad defiende las ideas de Libre mercado.
Pronto se produciría un conflicto entre diferentes alas del partido: el ala más liberal, representada por varios ministros y parlamentarios (la propia vicecanciller, el ministro de finanzas, etc.), discrepaba cada vez más frecuentemente con su jefe de partido, Jörg Haider, que se había mantenido sin cartera ministerial como jefe de gobierno del Estado federado de Carintia. Las desavenencias desembocarían en la dimisión de los ministros y en la convocatoria de elecciones anticipadas en 2002.
Jörg Haider falleció el 11 de octubre de 2008 en un controvertido accidente de tráfico en las inmediaciones de Klagenfurt, siendo presidente de la región de Carintia.
En 2005, después de la creación de la BZÖ por Haider, Heinz-Christian Strache se convierte en presidente del FPÖ.

## Ideología
Históricamente, el FPÖ tuvo una base ideológica en el pangermanismo, el liberalismo nacionalista, y el anticlericalismo, mientras conservaba una facción minoritaria liberal clásica.
Bajo el liderazgo de Heinz-Christian Strache, el FPÖ se centró en describirse a sí mismo como un partido patriótico y social. Esto significa que el partido se presenta a sí mismo como garante de la identidad y el bienestar social austriacos. Económicamente, apoya el liberalismo regulado con privatizaciones y bajos impuestos, combinado con el apoyo al estado del bienestar; sin embargo, sostiene que será imposible sostener el estado de bienestar si se continúa con las actuales políticas de inmigración.
El actual FPÖ ha sido descrito de diversas formas; como populista de derecha, nacionalconservador, "conservador de derecha",  "nacionalista de derecha", y de extrema derecha. El partido ha sido tradicionalmente parte del campo nacional-liberal, y generalmente se identifica con un perfil libertario.
Este partido político es euroescéptico. En el Parlamento Europeo, sus eurodiputados forman parte del grupo Identidad y Democracia.
En 2018, el FPÖ debió enfrentarse a las críticas, incluso de sus socios de coalición, por su supuesta relación con el antisemitismo. Un funcionario diplomático en Tel Aviv fue retirado por llevar una camiseta nazi, un funcionario electo local fue suspendido por compartir citas de Adolf Hitler en las redes sociales y un candidato a las elecciones regionales se ve obligado a dimitir tras el descubrimiento de cancioneros que hacen apología del régimen nazi. Debido a este tipo de incidentes, el FPÖ ha sido catalogado ocasionalmente por algunos analistas y medios de comunicación como un partido neonazi. A pesar de esto, el FPÖ oficialmente apoya a Israel, y en 2010 fue uno de los firmantes de la "Declaración de Jerusalén", donde defienden su derecho a existir y a defenderse de lo que ellos denominan el "terror islámico". El FPÖ también reconoce a Jerusalén como la capital del país.
En materia medioambiental, el FPÖ se opuso al Acuerdo de París sobre el clima, firmado en diciembre de 2015. Su vicepresidente, Manfred Haimbuchner, afirma que "con los elevados impuestos, las elevadas normas medioambientales y la absurda legislación climática, estamos poniendo en peligro nuestra base industrial, a pesar de que es la base de nuestros puestos de trabajo y nuestra prosperidad."

## Presidentes del partido
| Nombre                  | Foto | Inicio                   | Final                    | Otros cargos |
| ----------------------- | ---- | ------------------------ | ------------------------ | --- |
| Anton Reinthaller       |      | 7 de abril de 1956       | 1958                     | |
| Friedrich Peter         |      | 1958                     | 1978                     | |
| Alexander Götz          |      | 1978                     | Noviembre de 1979        | Alcalde de Graz (1973-1983) |
| Norbert Steger          |      | Noviembre de 1979        | 13 de septiembre de 1986 | Vicecanciller de Austria (1983-1987) Ministro de Comercio (1983-1987)                                                                                                  |
| Jörg Haider             |      | 13 de septiembre de 1986 | 1 de mayo de 2000        | Gobernador de Carintia (1999-2008; 1989-1991) |
| Susanne Riess-Passer    |      | 1 de mayo de 2000        | 2002                     | Vicecanciller de Austria (2000-2003) Ministra de Servicio Civil y Deportes (2000-2003)                                                                                 |
| Mathias Reicchold       |      | 2002                     | 2002                     | Diputado del Parlamento Europeo (1995-1999) |
| Herbert Haupt           |      | 2002                     | 3 de julio de 2004       | Vicecanciller de Austria (febrero-octubre de 2003) |
| Ursula Haubner          |      | 3 de julio de 2004       | 5 de abril de 2005       | Miembro del Consejo Nacional (2006-2013) |
| Hilmar Kabas            |      | 5 de abril de 2005       | 23 de abril de 2005      | Miembro del Consejo Nacional (1996-presente) |
| Heinz-Christian Strache |      | 23 de abril de 2005      | 14 de septiembre de 2019 | Vicecanciller de Austria (2017-2019) Ministro de Servicio Civil y Deportes (2018-2019)                                                                                 |
| Norbert Hofer           |      | 14 de septiembre de 2019 | 1 de junio de 2021       | Tercer Presidente del Consejo Nacional (2019-presente; 2017-2018) Ministro de Transporte, Innovación y Tecnología (2017-2019) Miembro del Consejo Nacional (2006-2017) |
| Herbert Kickl           |      | 19 de junio de 2021      | En el cargo              | Ministro del Interior (2017-2019) Miembro del Consejo Nacional (2006-2017)                                                                                             |

## Resultados electorales

### Consejo Nacional
| Año  | Votos          | %    | Resultado | +/-         | Gobierno          |
| ---- | -------------- | ---- | --------- | ----------- | ----------------- |
| 1956 | 283 749 (#3)   | 6,5  | 6/165     | 8a          | Oposición         |
| 1959 | 336 110 (#3)   | 7,7  | 8/165     | 2           | Oposición         |
| 1962 | 313 895 (#3)   | 7,0  | 8/165     | Sin cambios | Oposición         |
| 1966 | 242 570 (#3)   | 5,4  | 6/165     | 2           | Oposición         |
| 1970 | 253 425 (#3)   | 5,5  | 6/165     | Sin cambios | Apoyo a SPÖ       |
| 1971 | 248 473 (#3)   | 5,5  | 10/183    | 4           | Oposición         |
| 1975 | 249 444 (#3)   | 5,4  | 10/183    | Sin cambios | Oposición         |
| 1979 | 286 743 (#3)   | 6,1  | 11/183    | 1           | Oposición         |
| 1983 | 241 789 (#3)   | 5,0  | 12/183    | 1           | Coalición con SPÖ |
| 1986 | 472 205 (#3)   | 9,7  | 18/183    | 6           | Oposición         |
| 1990 | 782 648 (#3)   | 16,6 | 33/183    | 15          | Oposición         |
| 1994 | 1 042 332 (#3) | 22,5 | 42/183    | 9           | Oposición         |
| 1995 | 1 060 337 (#3) | 21,9 | 41/183    | 1           | Oposición         |
| 1999 | 1 244 087 (#2) | 26,9 | 52/183    | 11          | Coalición con ÖVP |
| 2002 | 491 328 (#3)   | 10,0 | 18/183    | 34          | Coalición con ÖVP |
| 2006 | 519 598 (#4)   | 11,0 | 21/183    | 3           | Oposición         |
| 2008 | 857 029 (#3)   | 17,5 | 34/183    | 13          | Oposición         |
| 2013 | 962 313 (#3)   | 20,5 | 40/183    | 6           | Oposición         |
| 2017 | 1 316 442 (#3) | 25,6 | 51/183    | 11          | Coalición con ÖVP |
| 2019 | 772 666 (#3)   | 16,2 | 31/183    | 20          | Oposición         |
| 2024 | 1 408 514 (#1) | 28,8 | 57/183    | 26          | Oposición         |

a Respecto a los resultados de la Federación de Independientes en 1953.

### Resultados en los Estados
| Estado       | Año  | Votos        | %     | Resultado | Gobierno                       |
| ------------ | ---- | ------------ | ----- | --------- | ------------------------------ |
| Alta Austria | 2021 | 159.692 (#2) | 19,77 | 11/56     | Coalición con ÖVP, SPÖ y Grüne |
| Baja Austria | 2023 | 217.639 (#2) | 24,19 | 14/56     | Coalición con ÖVP              |
| Burgenland   | 2020 | 18.161 (#3)  | 9,79  | 4/36      | Oposición                      |
| Carintia     | 2023 | 74.329 (#2)  | 24,53 | 9/36      | Oposición                      |
| Estiria      | 2019 | 105.294 (#3) | 17,49 | 8/48      | Oposición                      |
| Salzburgo    | 2023 | 69.310 (#2)  | 25,75 | 10/36     | Coalición con ÖVP              |
| Tirol        | 2022 | 64.683 (#2)  | 18,84 | 7/36      | Oposición                      |
| Viena        | 2020 | 51.603 (#5)  | 7,11  | 8/100     | Oposición                      |
| Vorarlberg   | 2024 | 51.639 (#2)  | 28,0  | 11/36     | Coalición con ÖVP              |

### Elecciones europeas
| Año  | Votos          | %     | Resultado | +/- |
| ---- | -------------- | ----- | --------- | --- |
| 1996 | 1.044.604 (#3) | 27,53 | 6/21      |     |
| 1999 | 655.519 (#3)   | 23,40 | 5/21      | 1   |
| 2004 | 155.856 (#5)   | 6,33  | 1/18      | 4   |
| 2009 | 364.207 (#4)   | 12,71 | 2/17      | 1   |
| 2014 | 556.835 (#3)   | 19,72 | 4/18      | 2   |
| 2019 | 650.114 (#3)   | 17,20 | 3/18      | 1   |
| 2024 | 893.754 (#1)   | 25,36 | 6/20      | 3   |